# Sea Cove
Sea Cove est un cheval de course d'origine canadienne, né en 1986 et mort en 2012. Il participait aux courses de trot et s'est distingué en Europe, où il a remporté le Prix d'Amérique en 1994.

## Carrière de courses
C'est tardivement, et loin de son Canada natal, où il commença sa carrière à l'été de ses trois ans et remporta plusieurs courses, que ce très grand cheval (1,74 m) s'est révélé. Acquis dans sa jeunesse par des Norvégiens puis cédé à des propriétaires allemands, entraîné par Harald Grendel et par le Français Jean-Lou Peupion, associé au driver belge Jos Verbeeck dont il va asseoir la réputation, Sea Cove réalise deux années exceptionnelles, en 1992 et 1993, qui le voient remporter aux quatre coins de l'Europe les plus grandes épreuves pour chevaux d'âge. Sa carrière culmine en janvier 1994, lorsqu'il s'adjuge un Prix d'Amérique remarquablement, dans lequel il s'échappe dès le départ, comptant une énorme avance durant tout le parcours avant de résister aux ultimes assauts des championnes Vourasie et Queen L. Après cet exploit, il courut encore quelques courses, puis se retira au haras cette année-là, mais s'y révéla stérile.

## Palmarès
France
- Prix d'Amérique (1994)
- Prix de France (1993)
- Prix René-Ballière (1993, 1994)
- Grand Critérium de vitesse de la Côte d'Azur (1993)
- Grand Prix du Sud-Ouest (1993)
- Prix du Bourbonnais (1992)
- 2e Prix de Belgique (1993)

 Suède
- Elitloppet (1993)
- Åby Stora Pris (1992)
- Hugo Åbergs Memorial (1993)
- 2e Åby Stora Pris (1993)
- 3e Åby Stora Pris (1994)
- 3e Elitloppet (1992)

 Allemagne
- Elite Rennen (1992, 1993)
- Grosser Preis von Bild (1992, 1993)
- Grosser Preis von Bayern (1993)
- 2e Elite-Rennen (1994)
- 2e Grosser Preis von Bayern (1992)

 Norvège
- Grand Prix d'Oslo (1992)
- 3e Grand Prix d'Oslo (1993)

 Pays-Bas
- 2e Prix des Géants (1993)

 Danemark
- 3e Copenhague Cup (1992)

 États-Unis
- 3e International Trot (1993)

## Origines
| Origines de Sea Cove | Origines de Sea Cove | Origines de Sea Cove | Origines de Sea Cove |
| -------------------- | -------------------- | -------------------- | -------------------- |
| Père Bonefish        | Nevele Pride (en)    | Star's Pride         | Worthy Boy           |
| Père Bonefish        | Nevele Pride (en)    | Star's Pride         | Stardrift            |
| Père Bonefish        | Nevele Pride (en)    | Thankful             | Hot Moon             |
| Père Bonefish        | Nevele Pride (en)    | Thankful             | Magnolia Hanover     |
| Père Bonefish        | Exciting Speed       | Speedster            | Rodney               |
| Père Bonefish        | Exciting Speed       | Speedster            | Mimi Hanover         |
| Père Bonefish        | Exciting Speed       | Expresson            | Diplomat Hanover     |
| Père Bonefish        | Exciting Speed       | Expresson            | Record Express       |
| Mère Songlark        | Songlark             | Florican             | Spud Hanover         |
| Mère Songlark        | Songlark             | Florican             | Florimel             |
| Mère Songlark        | Songlark             | Ami Song             | Victory Song         |
| Mère Songlark        | Songlark             | Ami Song             | Hollyrood Amity      |
| Mère Songlark        | Speedy Carlene       | Speedy Scot          | Speedster            |
| Mère Songlark        | Speedy Carlene       | Speedy Scot          | Scotch Love          |
| Mère Songlark        | Speedy Carlene       | Carlene Hanover      | Star's Pride         |
| Mère Songlark        | Speedy Carlene       | Carlene Hanover      | Corona Hanover       |

## Liens
- La vidéo du Prix de France 1993
- La vidéo du Prix d'Amérique 1994